# اخموند ان دن هوف
اخموند ان دن هوف (به هلندی: Egmond aan den Hoef) یک روستا در هلند است که در برخن، هلند شمالی واقع شده‌است.

## نگارخانه

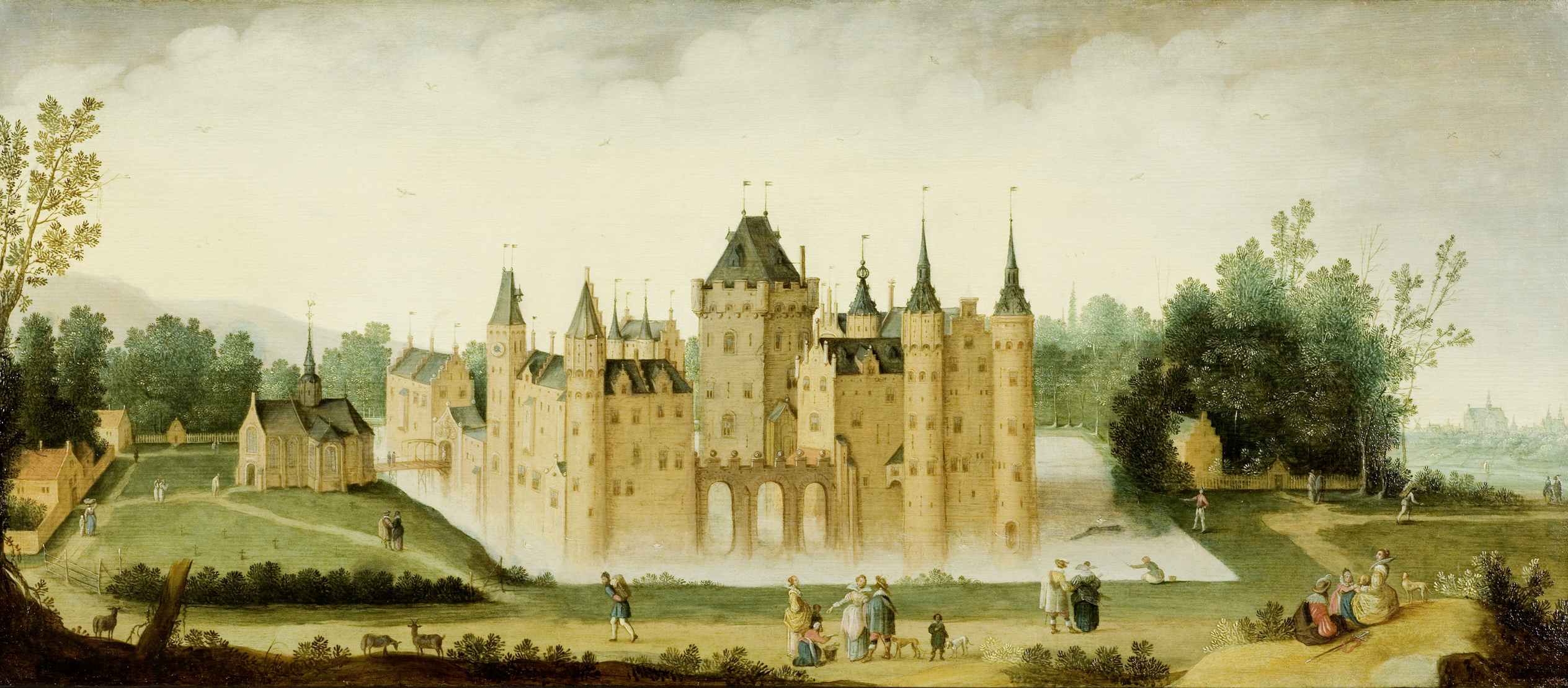
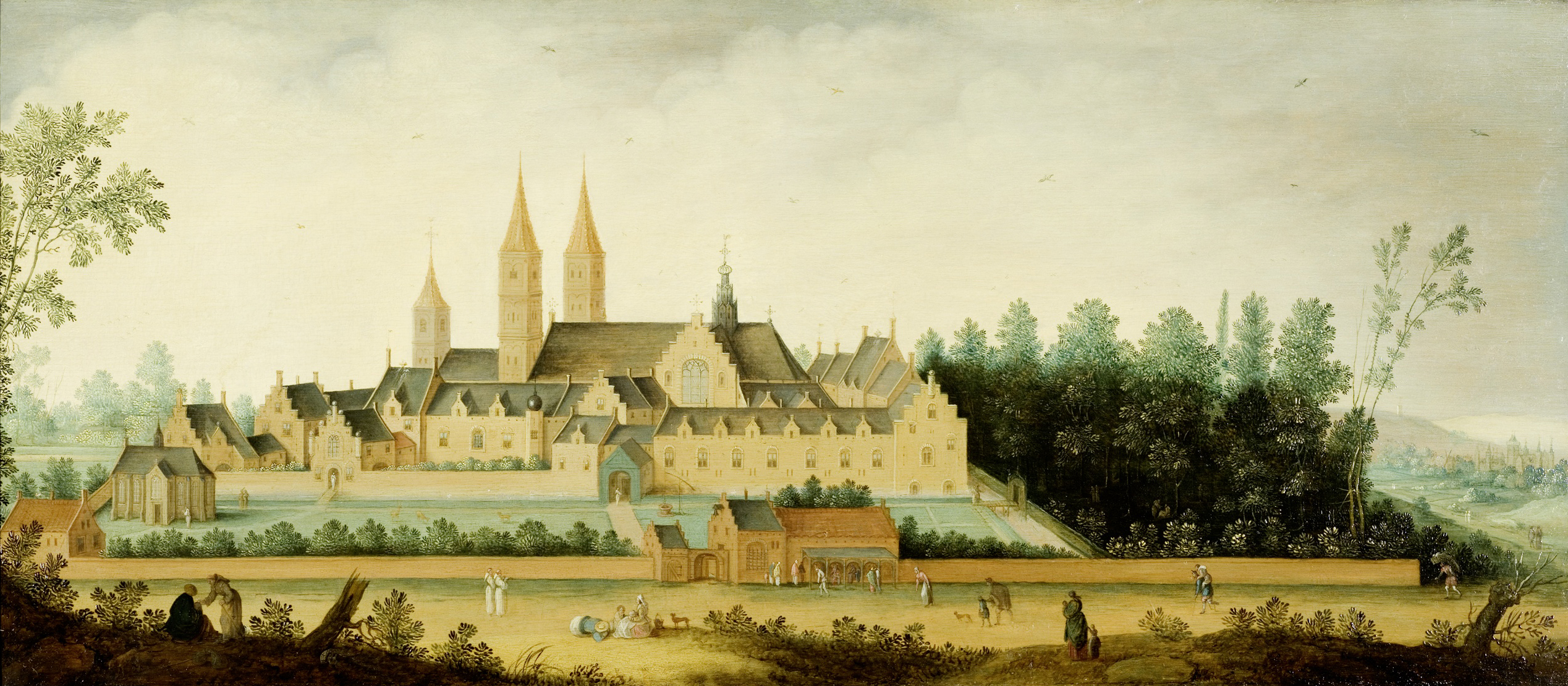
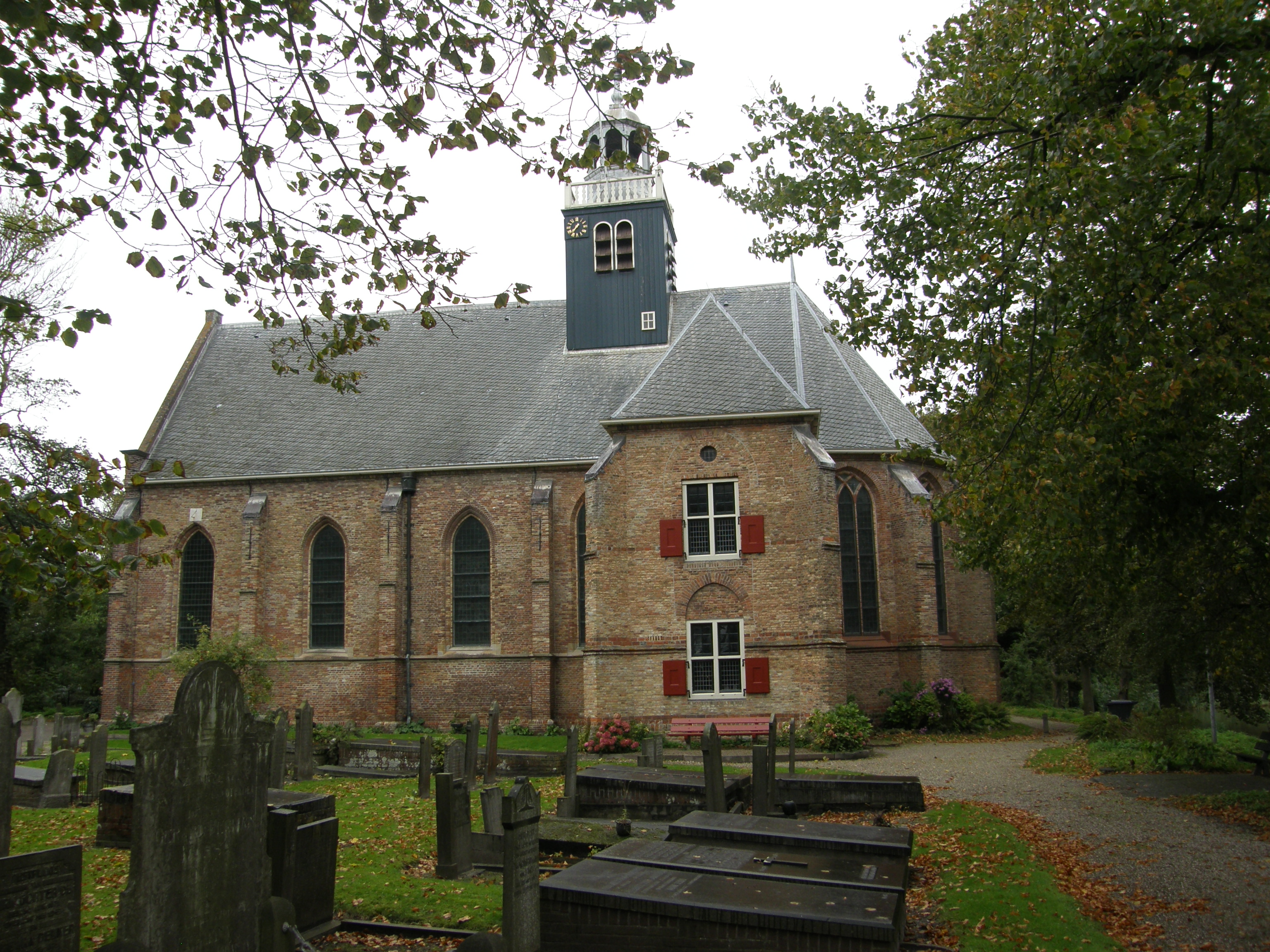
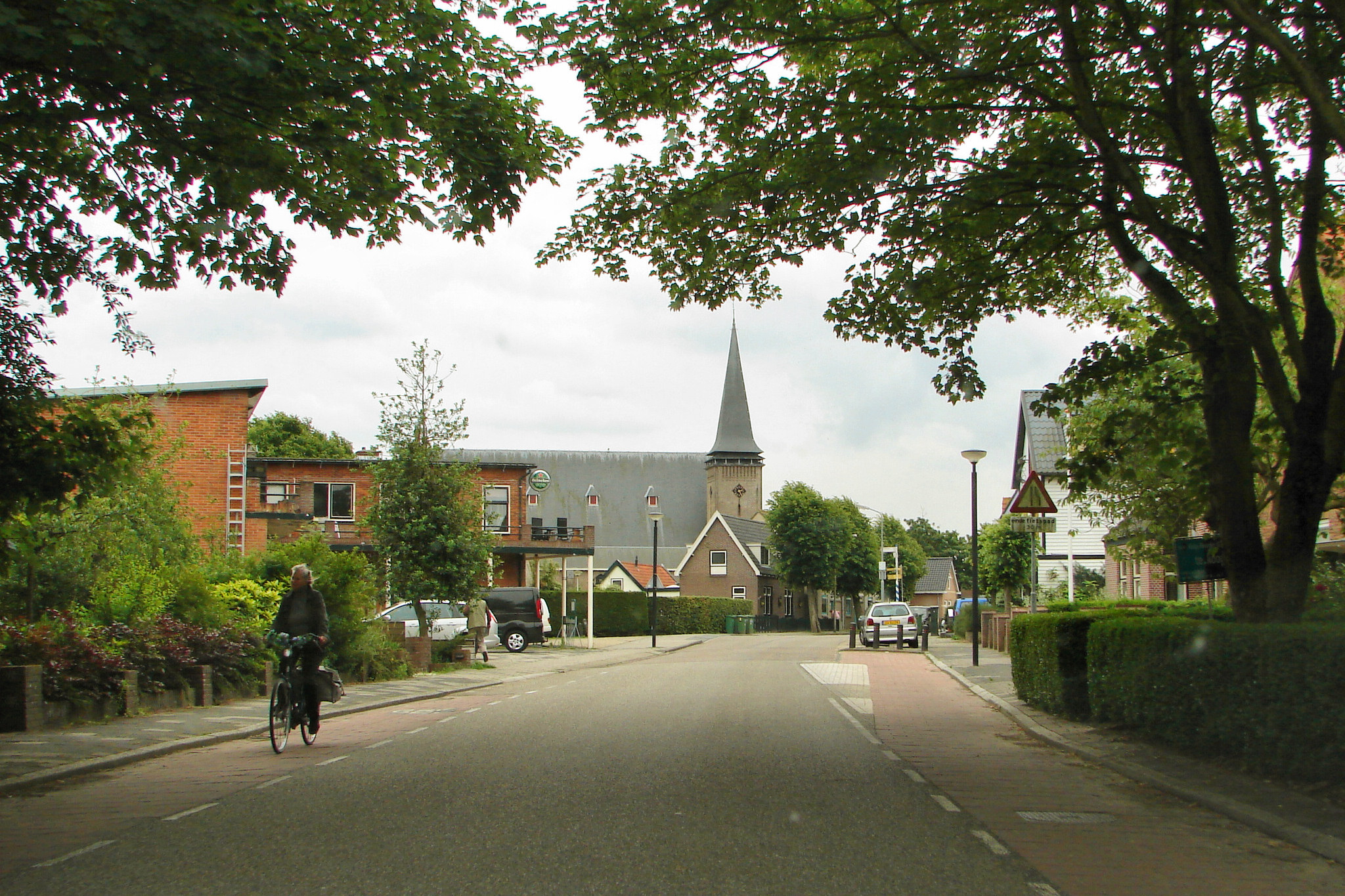
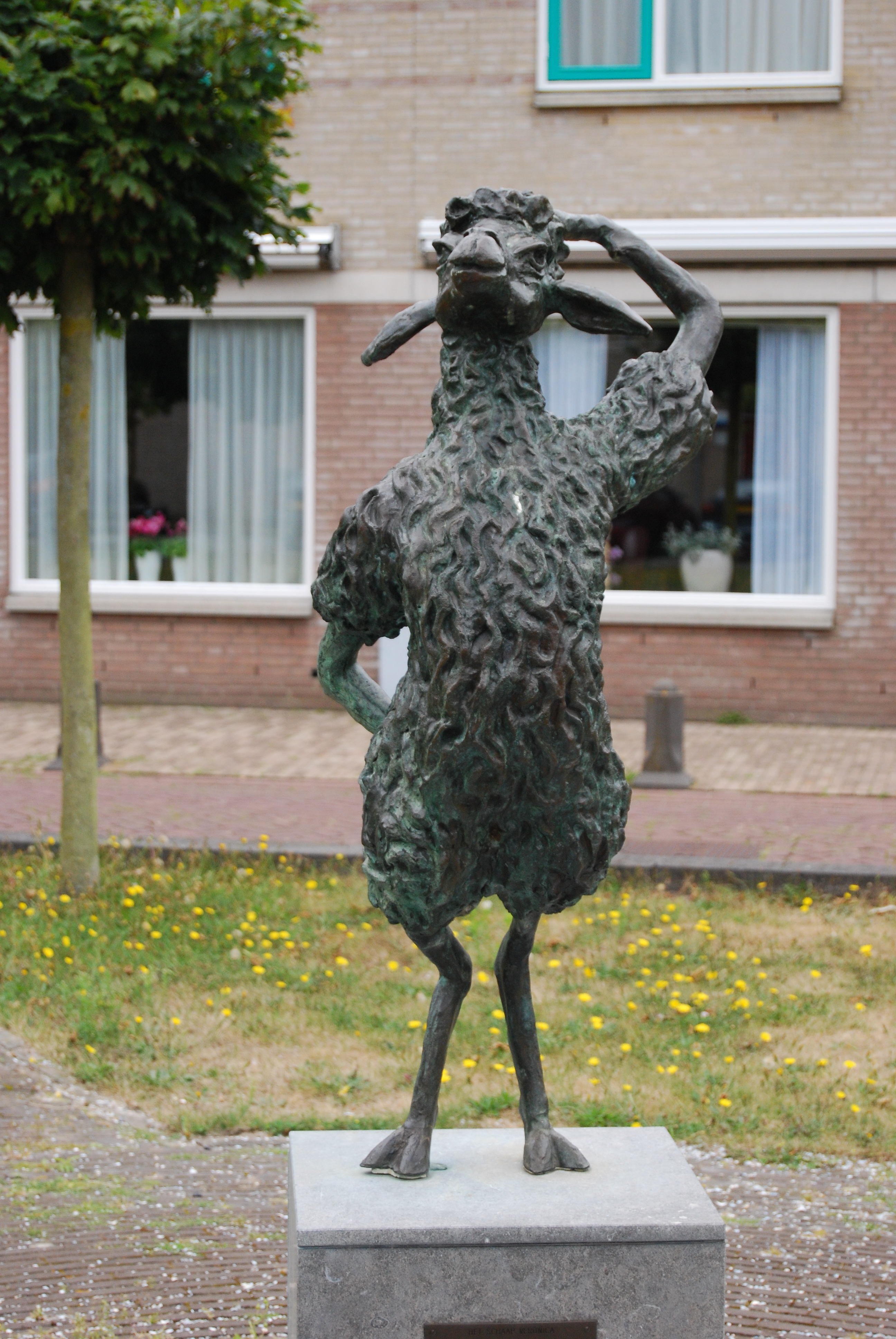
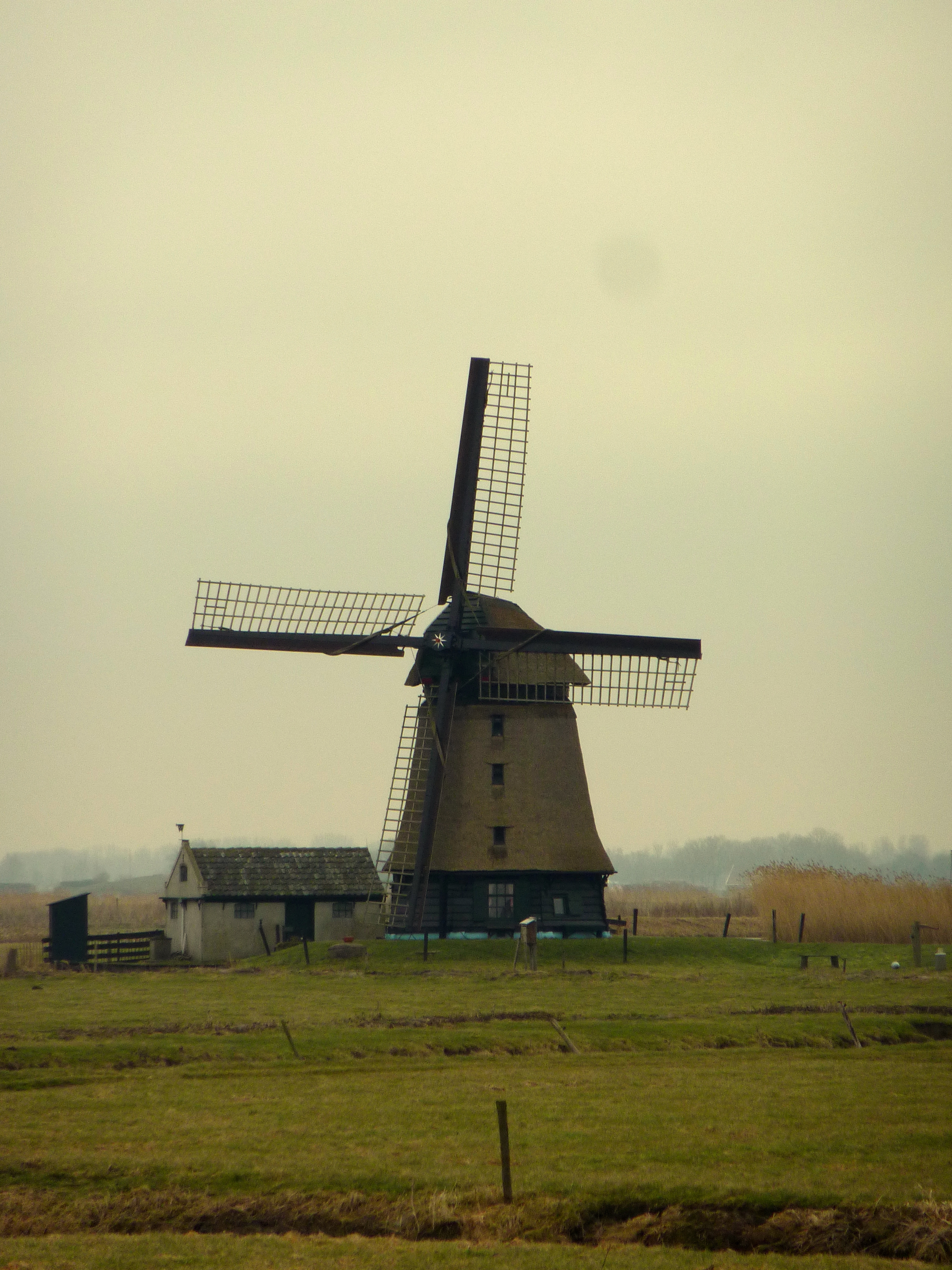
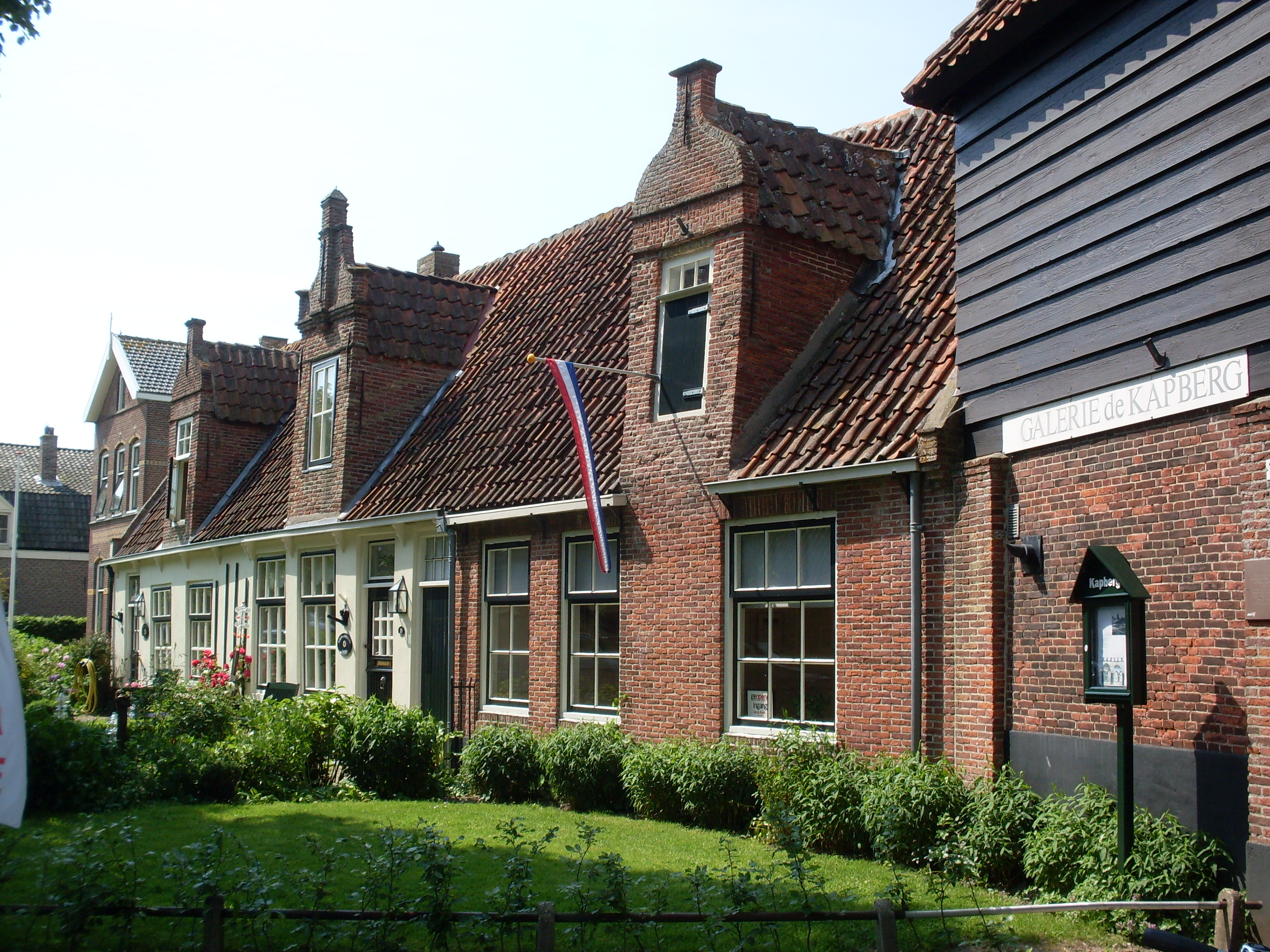
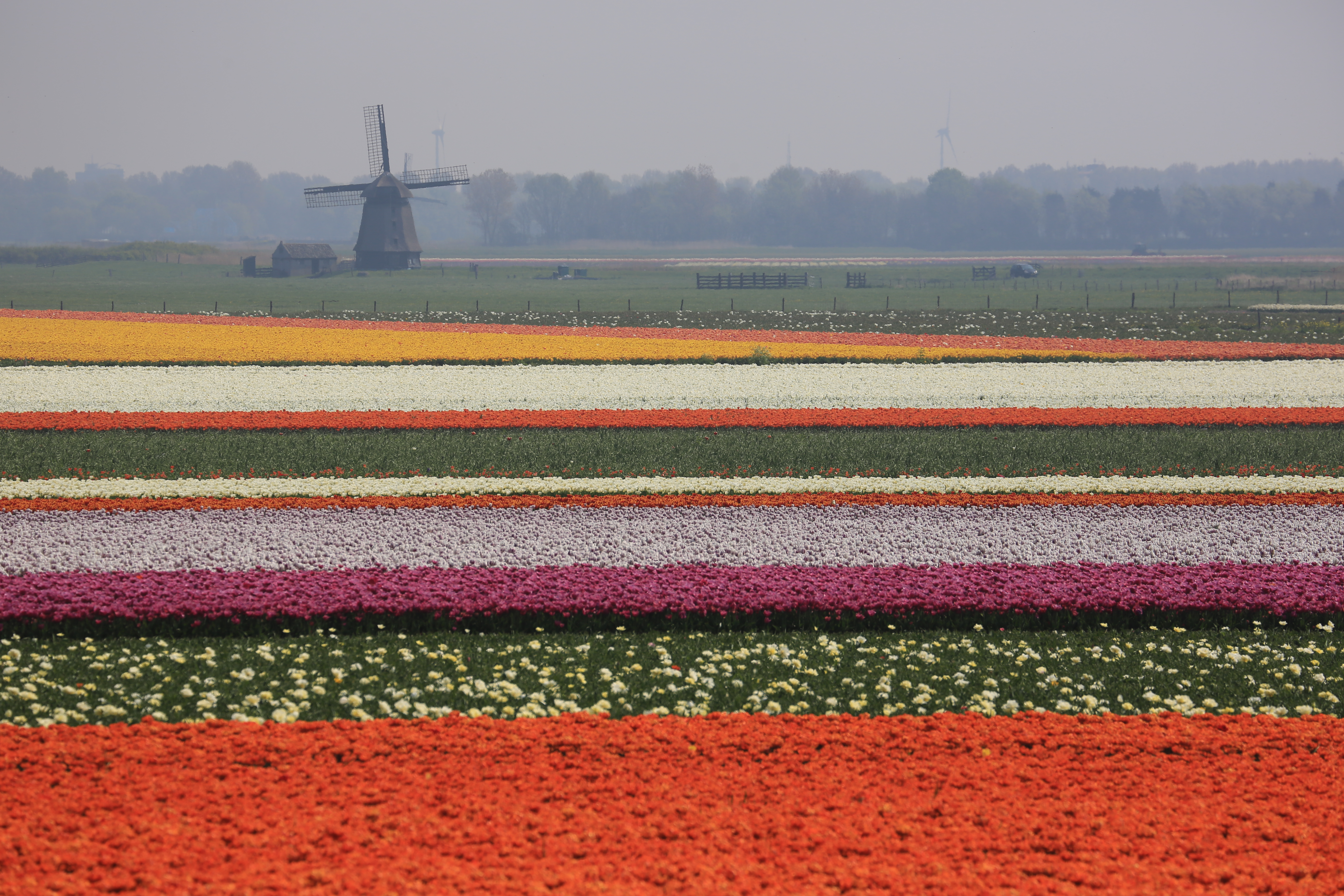
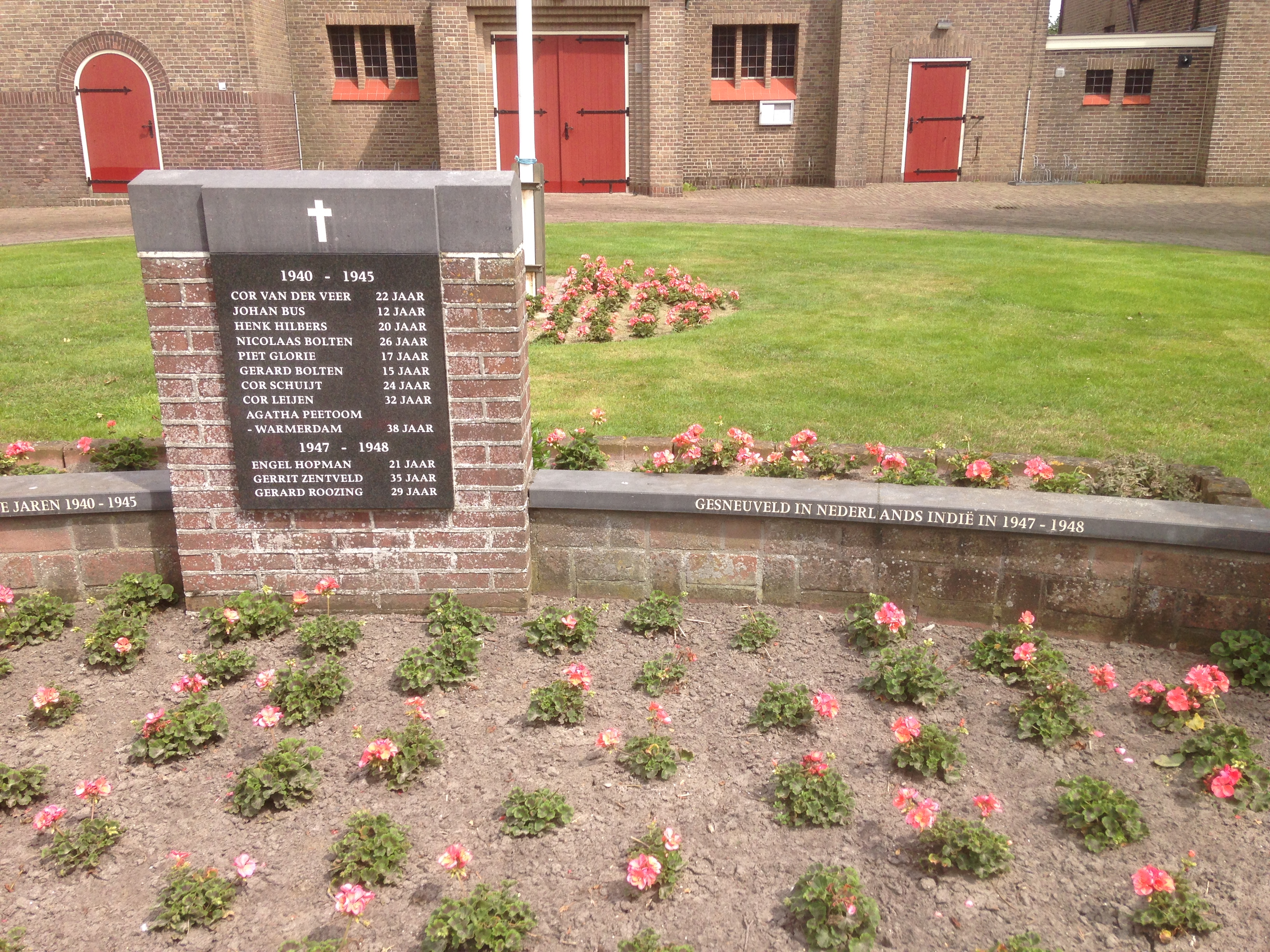
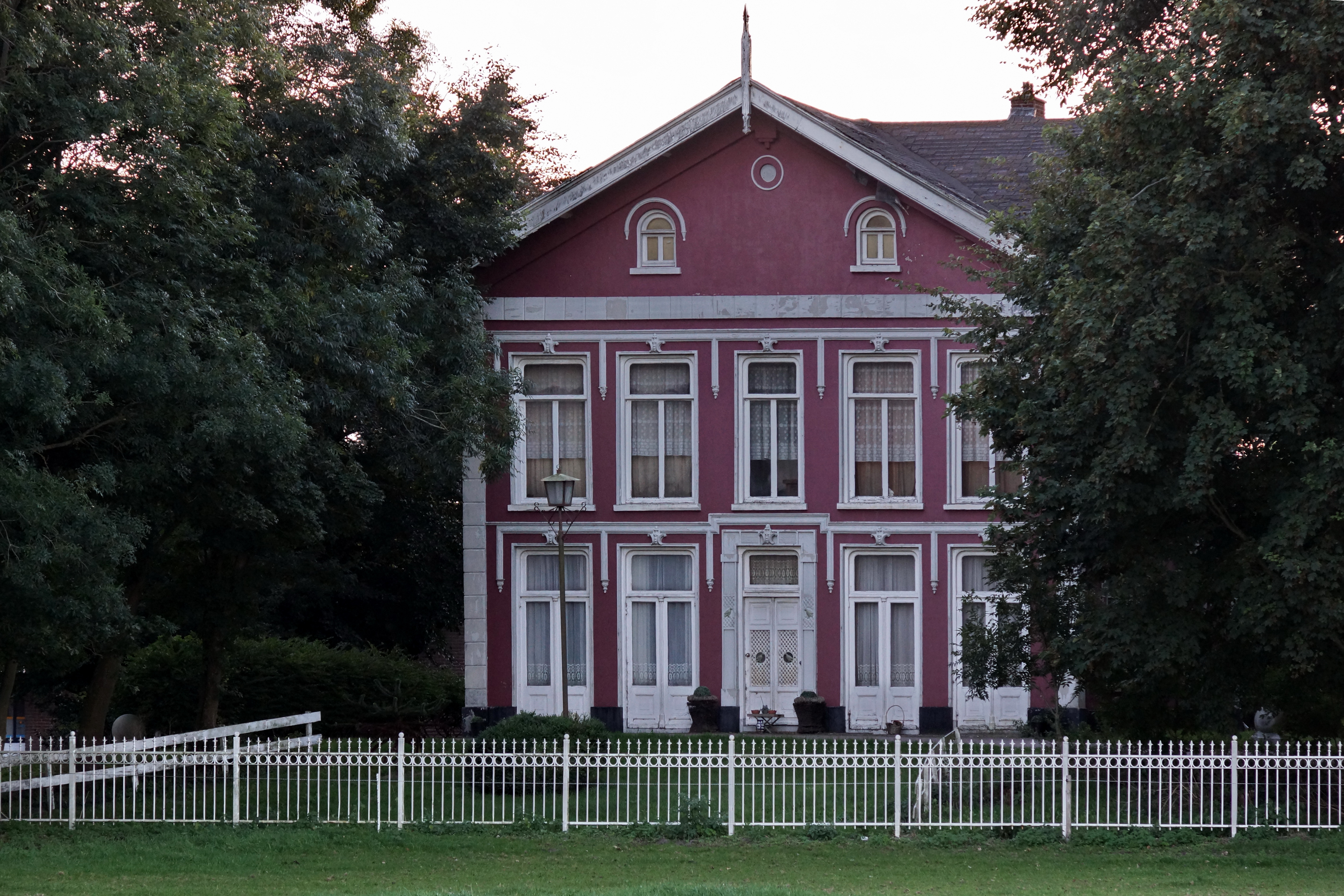